# Karaops
Genre
Karaops est un genre d'araignées aranéomorphes de la famille des Selenopidae.

## Distribution
Les espèces de ce genre sont endémiques d'Australie.

## Liste des espèces
Selon World Spider Catalog (version 24, 03/03/2023) :
- Karaops alanlongbottomi Crews & Harvey, 2011
- Karaops badgeradda Crews & Harvey, 2011
- Karaops banyjima Crews, 2013
- Karaops burbidgei Crews & Harvey, 2011
- Karaops conilurus Crews, 2023
- Karaops dalmanyi Crews, 2023
- Karaops dawara Crews & Harvey, 2011
- Karaops dejongi Crews, 2023
- Karaops deserticola Crews & Harvey, 2011
- Karaops durrantorum Crews, 2023
- Karaops ellenae Crews & Harvey, 2011
- Karaops feedtime Crews, 2013
- Karaops forteyi Crews, 2013
- Karaops francesae Crews & Harvey, 2011
- Karaops gangarie Crews & Harvey, 2011
- Karaops garyodwyeri Crews, 2023
- Karaops jaburrara Crews, 2013
- Karaops jarrit Crews & Harvey, 2011
- Karaops jawayway Crews, 2023
- Karaops jenniferae Crews & Harvey, 2011
- Karaops joehaeneri Crews, 2023
- Karaops julianneae Crews & Harvey, 2011
- Karaops kariyarra Crews, 2013
- Karaops karrawarla Crews & Harvey, 2011
- Karaops keithlongbottomi Crews & Harvey, 2011
- Karaops kennerleyorum Crews, 2023
- Karaops kwartatuma Crews, 2023
- Karaops larapinta Crews, 2023
- Karaops larryoo Crews & Harvey, 2011
- Karaops madhawundu Crews, 2023
- Karaops malumbu Crews, 2023
- Karaops manaayn Crews & Harvey, 2011
- Karaops mareeba Crews, 2023
- Karaops markharveyi Crews, 2023
- Karaops marrayagong Crews & Harvey, 2011
- Karaops martamarta Crews & Harvey, 2011
- Karaops monteithi Crews & Harvey, 2011
- Karaops morganoconnelli Crews, 2023
- Karaops mparntwe Crews, 2023
- Karaops ngarluma Crews, 2013
- Karaops ngarutjaranya Crews & Harvey, 2011
- Karaops nitmiluk Crews, 2023
- Karaops nyamal Crews, 2013
- Karaops nyangumarta Crews, 2013
- Karaops nyiyaparli Crews, 2013
- Karaops pilkingtoni Crews & Harvey, 2011
- Karaops raveni Crews & Harvey, 2011
- Karaops strayamate Crews, 2023
- Karaops toolbrunup Crews & Harvey, 2011
- Karaops umiida Crews, 2013
- Karaops vadlaadambara Crews & Harvey, 2011
- Karaops yumbu Crews, 2013
- Karaops yumbubaarnji Crews, 2023
- Karaops yurlburr Crews, 2013

## Systématique et taxinomie
Ce genre a été décrit par Crews et Harvey en 2011 dans les Selenopidae.

## Publication originale
- Crews & Harvey, 2011 : « The spider family Selenopidae (Arachnida, Araneae) in Australasia and the Oriental region. » ZooKeys, vol. 99, p. 1-103 (texte intégral).